# Княжество-епископство Базель
Княжество-епископство Базель (нем. Hochstift Basel, Fürstbistum Basel, Bistum Basel) — духовное княжество в составе Священной Римской империи, управляемое с 1032 года князьями-епископами с резиденцией в Базеле, а с 1528 по 1792 год — в Поррантрюи, а затем в Шлингене. Как духовный чин, князь-епископ имел место и право голоса в имперском сейме. Прекратило существование в 1803 году в рамках немецкой медиатизации.
Княжество-епископство включало территории, которые сейчас находятся в швейцарских кантонах Базель-Ланд, Юра, Золотурн и Берн, помимо второстепенных территорий в близлежащих частях южной Германии и восточной Франции. Город Базель перестал быть частью княжеского епископства после того, как в 1501 году присоединился к Швейцарскому союзу.

## История
Базельское епископство было основано Каролингами: Пипином Коротким либо Карлом Великим. Первым зарегистрированным епископом Базеля является Валус, упомянутый в списке епископов Мюнстерского аббатства. Был архиепископом во время правления папы Григория III (731—741).
Историчность этого сомнительна, поскольку Базель в то время был частью архиепархии Безансон. Было высказано предположение, что Валаус идентичен некоему Walachus vocatus episcopus, засвидетельствованному в 778 году. Другим кандидатом на пост первого епископа Базеля является аббат Мурбаха некий Бальдоберт, который подписался как Baldebertus episcopus civitas Baselae в 762 году.
Также возможно, что резиденция епархии Августы-Раурики периодически перемещалась в Базель уже в VII в., а один Рагнахарий упоминается как Augustanus et Basileae ecclesiarum praesul в биографии Евстахия Люксёйского (ум. 629). Титул епископа Базеля чётко упомянут ещё в VIII в., когда в 791 г. аббат Райхенау Вальдо получил от Карла Великого титулы епископа Павии и Базеля. Титул был передан преемнику на посту аббата Райхенау Хайто, которого в 824 г. сменил Удальрик (годы правления 823—835), ставший первым проживающим в Базеле епископом.
Король Бургундии Рудольф III в 999 году подарил епископу Базеля аббатство Мутье-Гранваль, сделав епископство своим светским вассалом. После смерти Рудольфа в 1032 г. вассальная зависимость была преобразована в Свободный имперский статус, в результате чего епископ Базеля был возведен в статус духовного князя Священной Римской империи.
Княжество-епископство достигло пика своего могущества в конце XII — начале XIV вв. Легендарный основатель епископства, некий Пантал, живший в IV или V вв, почитался в XII веке. Его предполагаемые мощи были перенесены из Кельна в Базель в 1270 г. (перенесены в Мариаштайн в 1833 г.).
После имперской реформы 1495 года вошло в состав Верхнерейнского округа.
В течение XIV в. финансовые трудности вынудили епископов Базеля продать часть своей территории. Однако в течение последующего века за счёт успешных действий в политическом и военном отношении ряда епископов удалось вернуть некоторые из ранее утраченных территорий.
В 1575 г. епископство стало ассоциированным членом Швейцарского союза.
Базель стал центром западного христианского мира во время Базельского собора 15 века (1431—1449), включая избрание антипапы Феликса V в 1439 году. 
Сам город Базель путем постепенных уступок обрел фактическую независимость от епископа к концу XIV в. Тем не менее, город продолжал возобновлять номинальную присягу на верность, даже после присоеинения к Швейцарскому союзу в 1501 году. В 1528 г. город принял реформацию, а епископ Филипп фон Гундельсхайм перенёс свою резиденцию в Поррантрюи, которая была частью его светских территорий, хотя с церковной точки зрения входила в состав Безансонской архиепископии. Светское правление князей-епископов с этого времени в основном ограничивалось территориями к западу от Базеля, более или менее соответствующими современному кантону Юра.
Княжество-епископство потеряло большую часть территорий в 1792 г., которые отошли в пользу Роракской республики, которая в будущем году стала французским департаментом Мон-Террибль. Кампо-Формийский мир 1797 г. позволял Франции захватить оставшуюся территорию епископства, за исключением Шлингена, в то время как Швейцария в качестве компенсация получала австрийский Фрикталь. Шлинген был включен в состав маркграфства Баден в соответствии с заключительным постановлением Имперской депутации.

## Территория
| Французское название                         | Русское название                   | Приобретение | Диоцез                                        | Примечания | Герб |
| -------------------------------------------- | ---------------------------------- | ------------ | --------------------------------------------- | --- | ---- |
| Prévôté de Moutier-Grandval sur-les-roches   | Пробство Мутье-Гранфельден         | 999          | Базельская епархия, протестантская 1527 г.    | Графы Суайер, а затем графы Феррет были покровителями. Бургрехтский договор с Берном (1468 г.), резиденция ректора в Делемоне со времен Реформации.                   |      |
| Prévôté de Saint-Imier                       | Пробство Сент-Имье                 | 999          | Епископство Лозанны, протестантское 1527 г.   | Сеньоры Эргюэля были покровителями. Бургрехский договор с городом Билем (1479 г.).                                                                                    |      |
| Erguël                                       | ландфогтство Эргюэль               | 999          | Епископство Лозанны, протестантское 1527 г.   | Графы Фени-Невшатель были покровителями. С 1393 г. город Биль имел право сеньоров на созыв ополчения (нем. Bannerrecht), Бургрехтский договор с Золотурном (1555 г.). |      |
| Orvin                                        | Орвен                              | 999          | Епископство Лозанны, протестантское с 1527 г. | |      |
| Seigneurie de Nugerol                        | Сеньория Шлоссберг                 | 999          | Епископство Лозанны, протестантское с 1527 г. | |      |
| Ville de Bienne                              | город Биль                         | 1142         | Епископство Лозанны, протестантское с 1527 г. | С 1478 г. — аффилированная территория Швейцарского союза |      |
| Ville de La Neuveville                       | Ла-Нёввиль                         | 1312         | Епископство Лозанны, протестантское с 1527 г. | Бургрехтские договора с Берном (1388 г.), Билем (1395 г.), Золотурном (1448 г.)                                                                                       |      |
| Avouerie de La Neuveville/Montagne de Diesse | Ландфогтство Нойенштадт/Тессенберг | 1112         | Епископство Лозанны, протестантское с 1527 г. | Совместное управление с графом Невшательским, линия Нидау (унаследована от Берна)                                                                                     |      |

## Вооружённые силы

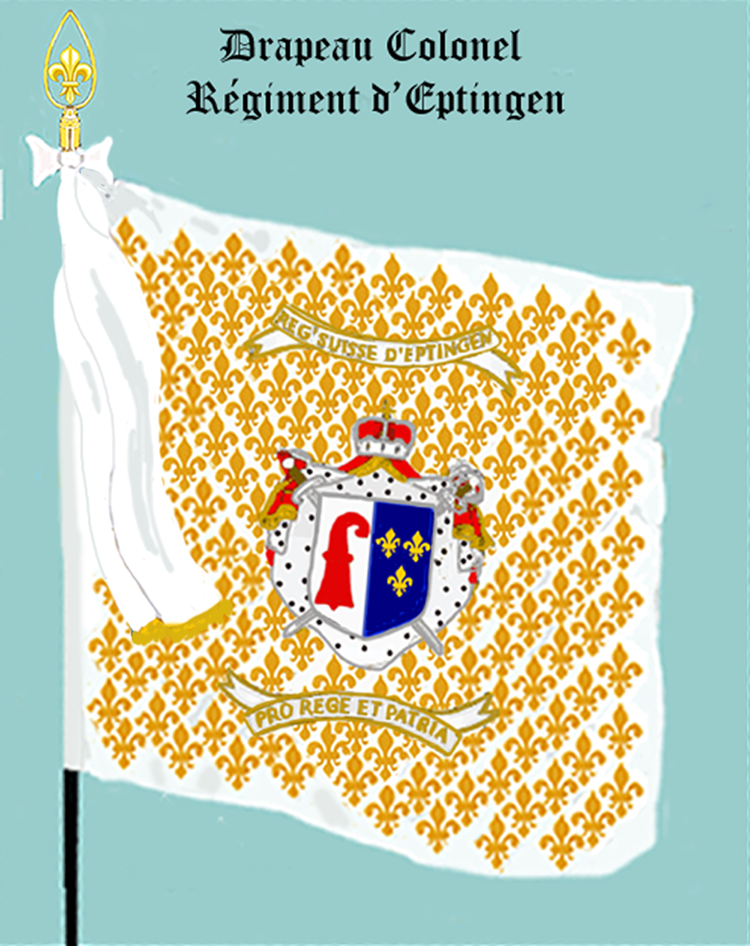
Штандарт.

С 1758 г. князь-епископ Базеля участвовал в обеспечении Франции швейцарскими солдатами, создав Эптингенский полк с гарнизоном в Страсбурге. Полк Эптингена получил № 70 и назывался 11-й швейцарский полк «Князя-епископа».
Командиры:
- 1758: Иоганн Баптист фон Эптинген, произведен в бригадные генералы в 1762 году и в фельдмаршалы в 1770 году;
- 1783: Полк Шёнау (Шонау), Франц Ксавьер Антон фон Шёнау;
- 1786: Полк фон Рейнах, Сигизмунд фон Рейнах-Штайнбрунн.

В 1769 г. полк участвовал в завоевании Корсики и прежде всего был занят в гарнизонной службе во Франции. Полк был переформирован в 1791 г. в 100-й пехотный линейный полк и в 1792 г. — с увольнением швейцарцев пополнялся французами.